# Bertus Aafjes

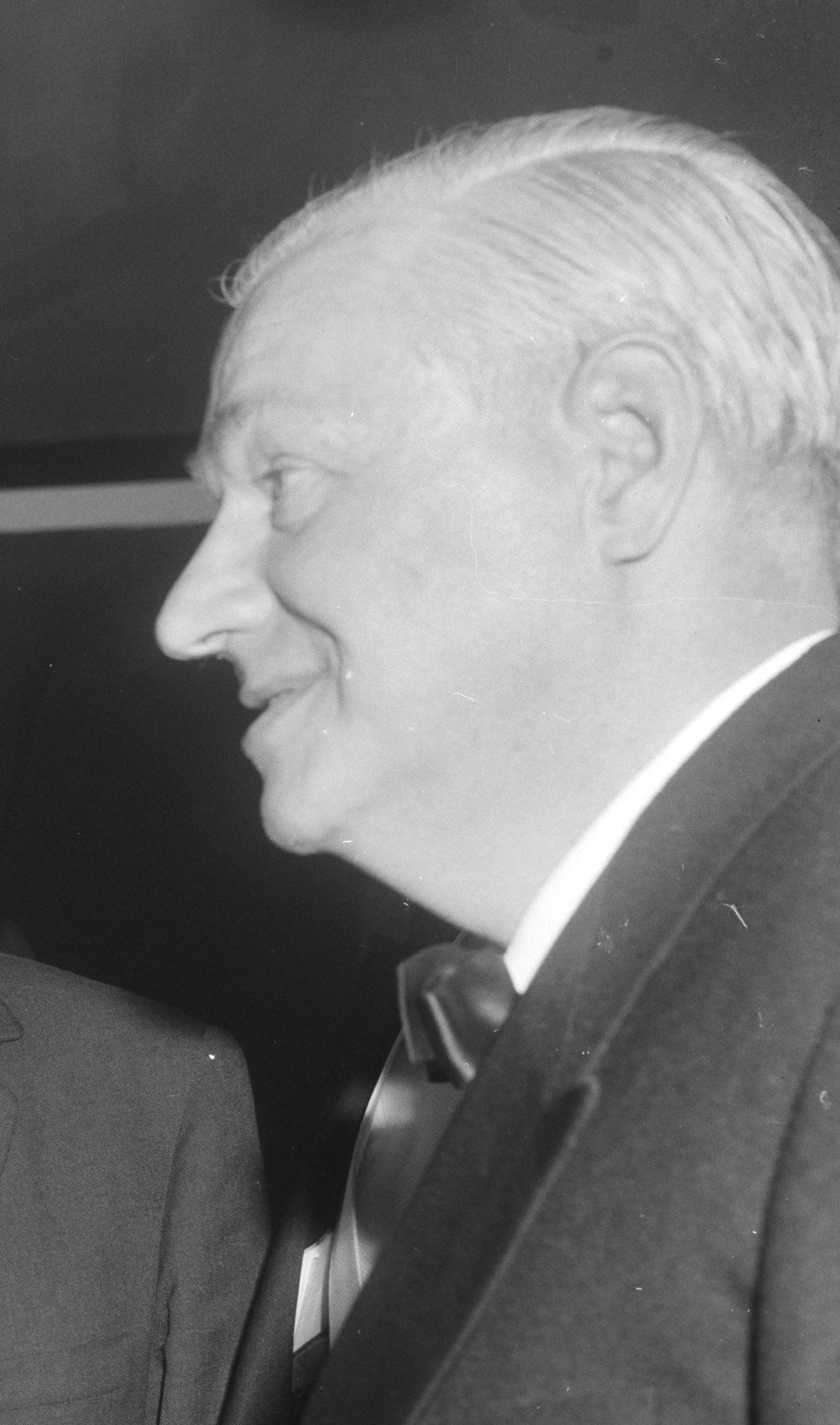
Bertus Aafjes (1965)

Bertus Aafjes, nome completo Lambertus Jacobus Johannes Aafjes (Amsterdam, 12 maggio 1914 – Swolgen, 23 aprile 1993), è stato un poeta e scrittore olandese.

## Biografia
Dopo aver trascorso la giovinezza in un convento, il suo temperamento irrequieto  lo porta a viaggiare a lungo per l'Europa e l'Egitto (dove visse dal 1948 al 1950), ricavandone materia per i suoi versi delicati di gusto neoromantico.
Da allora si dedica completamente alla letteratura e al giornalismo, compiendo numerosi viaggi.
Esordisce nel 1940 con i versi Het gevecht met de Muze (La lotta con la Musa), cui segue Het zanduur van de dood (La clessidra della morte, 1941»).
Nel 1946 scrive Een voetreis naar Rome (Un pellegrinaggio a Roma), brioso poemetto in versi regolari e rime alternate che narra di un viaggio compiuto dall'autore a Roma a piedi, poco prima della guerra, il cui tema è il contrasto fra l'amore per una gioia di vivere terrena e la consapevolezza cristiana della colpa e della morte. Aafjes unisce sapientemente il suo virtuosismo linguistico all'amore per la semplicità e la naturalezza in una poesia lirico-romantica dai versi scorrevoli.
Temi relativi all'antico Egitto sono trattati nei 101 sonetti del diario poetico Het Koningsgraf (La tomba regale, 1948).
Nel 1949 pubblica In den beginne (In principio), un'interpretazione della storia biblica di Adamo ed Eva e del peccato originale, in chiave lirica.
Dal 1950 decide di dedicarsi completamente al giornalismo ed alla letteratura.
Accusato di eccessiva fluidità, Aafjes pubblica i versi tetri e scabri di De karavaan 
(«La carovana, 1953») accostandosi alla poesia sperimentale.
Nel 1953 gli viene conferito il premio letterario olandese Tollensprijs.
Nel 1973 pubblica Een lampion voor een blinde (Un lampioncino per un cieco).
Oltre alle numerose raccolte di poesie, Aafjes pubblica una notevole serie di  cronache, schizzi, traduzioni, saggi e libri di viaggi tra cui ricordiamo Morgen bloeien de abrikozen (Wahib e gli albicocchi), del 1954, Odysseus in Italie (Ulisse in Italia), del 1962, o De eeuwige stad: Rome in verhalen en herinneringen (La città eterna: Roma in racconti e ricordi), del 1992.
Scrittore di stampo tradizionale, tra l'accademico e il divulgativo, tra le sue raccolte si segnalano inoltre due volumi di poesie sulla Resistenza olandese.
Nel 1990 è stata pubblicata un'opera omnia delle sue poesie: Verzamelde gedichten: 1938-1988 (Poesie raccolte: 1938-1988).

## Opere
- 1936 - Het Italiaanse Maria-lied, in: De Gemeenschap
- 1940 - Het gevecht met de muze
- 1941 - Amoureus liedje in de morgenstond
- 1941 - Het zanduur van de dood, in: Helicon
- 1942 - Een laars vol rozen, reisverslag
- 1943 - Gerrit Achterberg, de dichter van de sarcofaag. Aantekeningen bij zijn poëzie
- 1943 - Peter-Kersen-eter
- 1943 - De ark
- 1944 - Per slot van rekening
- 1944 - Omne animal
- 1944 - Elf sonnetten op Friesland
- 1944 - Verzen en vrouwen
- 1944 - De laatste brief
- 1944 - Kleine catechismus der poëzie
- 1944 - Bid, kindje, bid!
- 1945 - Boeren. Open brief van het land
- 1945 - Lafaard of geus?
- 1945 - Dichters van later tijd
- 1945 - In het Atrium der Vestalinnen, fragmenten
- 1945 - In het Atrium der Vestalinnen en andere fragmenten
- 1946 - Bevrijdingsdag
- 1946 - Een voetreis naar Rome (Un pellegrinaggio a Roma)
- 1946 - Maria Sibylla Merian, gedicht
- 1946 - De zeemeerminnen
- 1947 - Gedichten
- 1947 - Douderideine
- 1948 - De vogelvis
- 1948 - Het koningsgraf. Honderd en een sonnetten
- 1948 - De driekoningen
- 1948 - Laat nu al wat Neerland heet
- 1948 - Circus
- 1948 - Egyptische brieven
- 1949 - In den beginne
- 1949 - De lyrische schoolmeester, gedicht
- 1949 - Het kinderkerstboek
- 1949 - De reis van Sinte Brandaan, herdicht door Bertus Aafjes
- 1950 - Arenlezer achter de maaiers. Kronieken over kleine maar vergeten bijzonderheden in het Oude en het Nieuwe Testament
- 1952 - Vorstin der landschappen. Een reis door het Heilige Land (Regina dei paesaggi)
- 1953 - De karavaan
- 1953 - Drie essays over experimentele poëzie
- 1954 - Morgen bloeien de abrikozen, roman
- 1955 - De blinde harpenaar. De liefde, het leven, het geloof en de dood in de poëzie der oude Egyptenaren
- 1956 - Logboek voor 'Dolle Dinsdag'
- 1957 - Capriccio Italiano. Een reisboek over Italië
- 1958 - De vrolijke vaderlandse geschiedenis. Deel I. Van de Batavieren tot de Gouden Eeuw
- 1958 - De vrolijke vaderlandse geschiedenis. Deel II. Van de Gouden Eeuw tot nu
- 1959 - Het Troje van het Carboon
- 1959 - Goden en eilanden, een reisboek over Griekenland
- 1959 - De wereld is een wonder, reisverslag
- 1960 - Het Hemelsblauw
- 1960 - Dag van gramschap in Pompeji
- 1960 - In de schone Helena, reisverslag
- 1961 - Levende poppen
- 1961 - De dikke en de dunne
- 1961 - Anneke's avontuur
- 1961 - De verborgen schat
- 1961 - Muziek op het kasteel
- 1961 - Tante Ibeltje
- 1961 - De schippersjongen
- 1961 - Stuurman Roel
- 1961 - De lachende krokodil
- 1961 - De geheimzinnige diamant
- 1962 - De Italiaanse postkoets, verhalenbundel
- 1962 - Odysseus in Italië, reisverslag
- 1963 - De fazant op de klokkentoren
- 1963 - Omnibus, prozafragmenten
- 1963 - Kleine Isar, de vierde koning, stripverhaal
- 1965 - Het gevecht met de Muze, verhalenbundel
- 1965 - Dooltocht van een Griekse held, reisverslag
- 1967 - Per en Petra en het geheim van de bouwkunst
- 1967 - Maria Sibylla Merian en andere gedichten
- 1967 - Drie van Bertus Aafjes, gedichten
- 1968 - De denker in het riet
- 1968 - Die te Amsterdam vaak zei: Jeruzalem
- 1969 - Een ladder tegen een wolk
- 1969 - De rechter onder de magnolia
- 1969 - Kito en Poelika
- 1969 - Kito vindt Poelika
- 1971 - De koelte van de pauwenveer, verhalen
- 1971 - Mijn ogen staan scheef. Zwerftochten door het land van de Mikado
- 1973 - Een lampion voor een blinde of De zaak van de Hollandse heelmeesters, verhalen
- 1973 - De vertrapte pioenroos
- 1974 - De laatste faun
- 1976 - Limburg, dierbaar oord
- 1976 - In de Nederlanden zingt de tijd
- 1979 - Het rozewonder
- 1979 - Mei, mengelwerk
- 1979 - Deus sive Natura
- 1980 - Rijmpjes en versjes uit de vrolijke doos
- 1980 - Tussen schriftgeleerden en piramiden
- 1981 - Drie gedichten over Amsterdam
- 1982 - Rechter Ooka-mysteries
- 1983 - Homero's Odyssee en Dooltocht van een Griekse held, reisverslag
- 1984 - Zeventien aforismen
- 1984 - De wereld is een wonder, reisverhalen uit twaalf landen
- 1985 - De val van Icarus
- 1986 - De mysterieuze rechter Ooka. Japanse speurdersverhalen
- 1987 - De sneeuw van weleer, autobiografie (La neve di una volta)
- 1987 - Het hemd van een gelukkig mens. Sprookjes uit een verre wereld, jeugdboek
- 1990 - Verzamelde gedichten 1939-1988
- 1990 - De sprookjesverkoper. Sprookjes van heinde en verre
- 1991 - Griekse kusten, reisverhalen
- 1992 - De eeuwige stad. Rome in verhalen en herinneringen
- 1992 - De zee, gedichten
- 1992 - De parels